# 下和知站
下和知站（日语：／ Shimo-Wachi eki */?）是位於廣島縣三次市和知町，西日本旅客鐵道（JR西日本）的藝備線車站。

## 歷史
- 1923年（大正12年）12月8日 - 藝備鐵道（日语：芸備鉄道）鹽町站（現時為神杉站）至備後庄原站開業，此站啟用。當時此站名為和田村站（日语：／）。
  - 當時車站地址為廣島縣雙三郡和田村和知。
- 1925年2月1日：此站改名為下和知站[1]。
- 1933年6月1日：藝備鐵道被國有化，轉為國有鐵道庄原線的車站[2]。
- 1936年（昭和11年）10月10日 - 庄原線編入至三神線，備中神代站至備後十日市站（現時：三次站）之間為三神線。此站成為三神線車站。
- 1937年（昭和12年）7月1日 - 備中神代站至廣島站之間成為藝備線。此站成為藝備線車站。
- 1954年（昭和29年）3月31日 - 隨著三次市（第一次）成立，車站地址變為廣島縣三次市和知町。
- 1972年（昭和47年）9月1日 - 結束貨物起卸業務，成為無人車站（簡易委託）[3]。
- 1987年4月1日：隨國鐵分割民營化，車站由西日本旅客鐵道（JR西日本）營運。
- 2004年（平成16年）4月1日 - 隨著三次市（第二次）成立，車站地址變為廣島縣三次市和知町。

## 車站構造

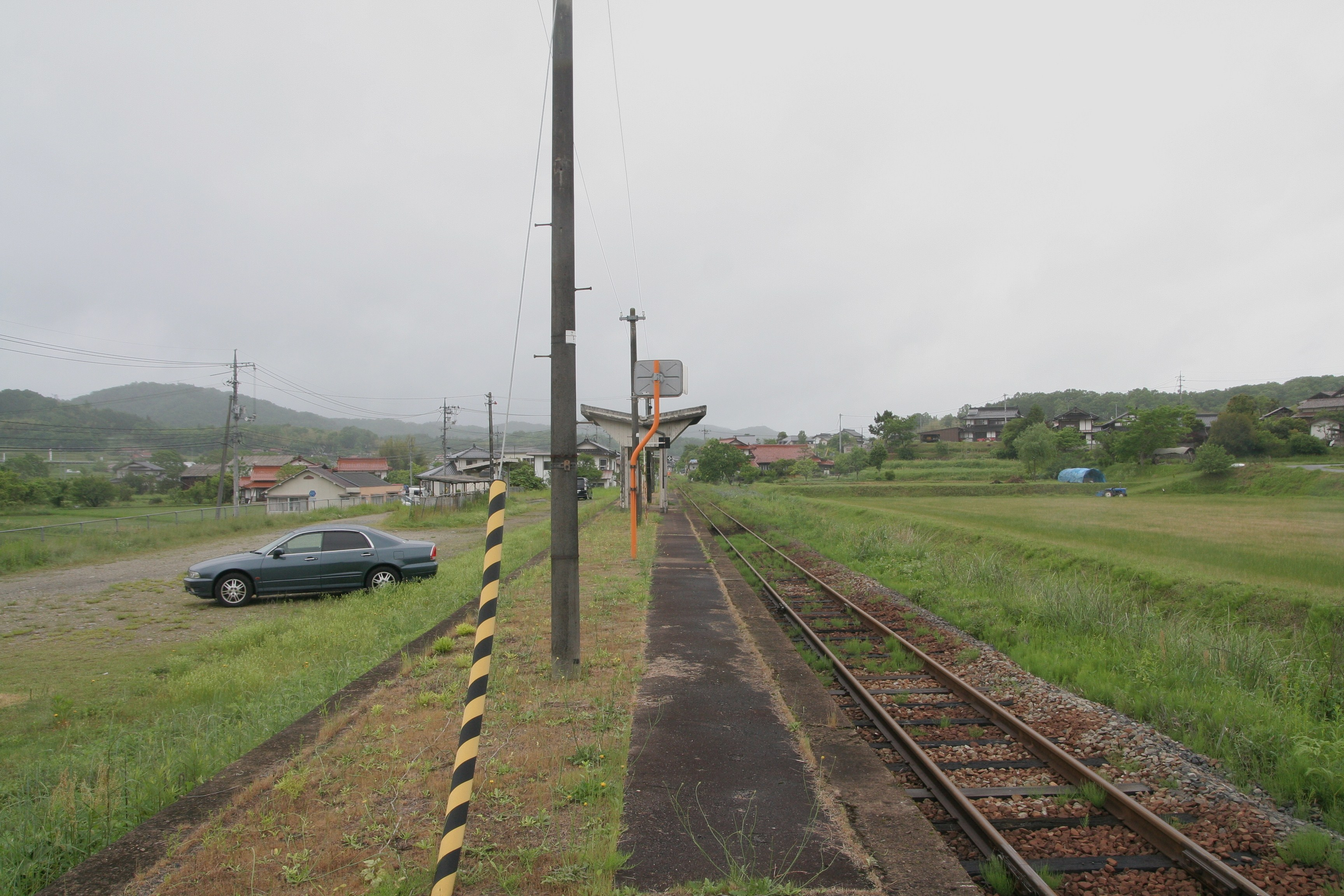
站內（2010年5月26日）。此站位於海拔約180米

車站是一座地面車站，設有1面1線的單式月台。此站曾經設有1面2線的島式月台和1面1線的貨物專用月台。現時貨物月台和旅客的其中1面月台撤走。
此站是由三次鐵道部管理的無人車站。車站大樓已經撤走，後來在原地建設了候車室。此站沒有廁所。

## 使用狀況
以下為近年1日平均乘車人次列表。
| 年度               | 1日平均 乘車人次 | 參考資料 |
| ------------------ | ---------------- | -------- |
| 1981年（昭和56年） | 17               |          |
|                    |                  |          |
| 2002年（平成14年） | 5                | [ 4 ]    |
| 2003年（平成15年） |                  |          |
| 2004年（平成16年） |                  |          |
| 2005年（平成17年） |                  |          |
| 2006年（平成18年） |                  |          |
| 2007年（平成19年） |                  |          |
| 2008年（平成20年） |                  |          |
| 2009年（平成21年） |                  |          |
| 2010年（平成22年） |                  |          |
| 2011年（平成23年） | 6                | [ 5 ]    |
| 2012年（平成24年） | 4                | [ 5 ]    |
| 2013年（平成25年） | 3                | [ 5 ]    |
| 2014年（平成26年） | 3                | [ 5 ]    |
| 2015年（平成27年） | 5                | [ 5 ]    |
| 2016年（平成28年） | 5                | [ 5 ]    |
| 2017年（平成29年） | 6                | [ 5 ]    |
| 2018年（平成30年） | 4                |          |

## 車站周邊
- 國兼川（日语：国兼川）
- 和田簡易郵局
- 三次市立和田小學
- 國道183號（日语：国道183号）
- 中國縱貫自動車道
- 中國橫斷自動車道尾道松江線
- 廣島縣立三次公園（日语：広島県立みよし公園）
- 天良山，高311.8米（茶臼山城址）
- 國廣山（日语：国広山），高316.8米（國廣山城址，龍王山城址，天城山城址，陣山城址，岩倉山城址）
- 陣山（日语：陣山），高298米（天良山城址，陣山墳墓群）
- 二山城（日语：二ッ山城）址
- 古城山城（日语：古城山城）址（已被消滅）
- 野稻城（日语：野稲城）址
- 和知八幡神社（日语：和知八幡神社）
- 和知白鳥遺蹟[6]

## 相鄰車站
西日本旅客鐵道（JR西日本）
 藝備線
山之內－下和知－鹽町

## 注腳
1. ↑  日本《官報》第3739號「地方鐵道驛名改稱」，1925年2月10日：第225頁。
2. ↑  日本《官報》第1917號「鐵道省告示第205號」，1933年5月25日：第716頁。
3. ↑  日本國有鐵道公示S47.9.1公198
4. ↑  「飲食・小売の出店を科学する出店戦略情報局」のアーカイブデータ
5. 1 2 3 4 5 6 7  国土数値情報 駅別乗降客数データ
6. ↑  中国横断自動車道尾道松江線建設に伴う埋蔵文化財発掘調査報告(15)，和知白鳥遺跡1（旧石器時代の調査），（財）広島県教育事業団，2011年

## 外部連結
- 下和知｜車站資訊：JR出門網 - 西日本旅客鐵道（日語）